# Steve Thomas
Steve Anthony Thomas  (* 15. Juli 1963 in Stockport, England) ist ein ehemaliger britisch-kanadischer Eishockeyspieler und -trainer sowie derzeitiger -funktionär, der in seiner aktiven Zeit von 1981 bis 2004 unter anderem 1411 Spiele für die Toronto Maple Leafs, Chicago Blackhawks, New York Islanders, New Jersey Devils, Mighty Ducks of Anaheim und Detroit Red Wings in der National Hockey League auf der Position des rechten Flügelstürmers bestritten hat. Sein Sohn Christian ist ebenfalls ein professioneller Eishockeyspieler.

## Karriere
Thomas wurde nach zwei starken Spielzeiten bei den Markham Waxers in der Ontario Junior Hockey League im Sommer 1982 von den Toronto Marlboros aus Ontario Hockey League verpflichtet. Dort wusste er zu überzeugen und entwickelte sich zu einem Leistungsträger der Marlboros. Im NHL Entry Draft hatten die Franchises ihn nicht ausgewählt, doch nach seiner letzten Junioren-Saison entschieden sich die Toronto Maple Leafs ihn unter Vertrag zu nehmen.
Anfangs spielte er im Farmteam für die St. Catharines Saints in der American Hockey League, doch seine starken Leistungen dort ließen ihn schon in seiner ersten Saison 1984/85 den Sprung in die NHL schaffen. In den 18 Spielen, die er bestreiten durfte, gelang ihm auch sein erster Treffer in der NHL. Obwohl er so nicht alle Spiele bei den Saints bestreiten konnte, war er bester Scorer seines Teams. Auch die folgende Saison begann er in der AHL. Nach 18 Toren in seinen ersten 19 Spielen schaffte er aber endgültig den Durchbruch in der NHL. Er traf in der regulären Saison 20-mal für die Maple Leafs und war mit 14 Punkten bester Scorer seines Teams in den Playoffs. Nach einer weiteren guten Saison in Toronto gaben ihn die Maple Leafs unter anderem gemeinsam mit Rick Vaive für Al Secord und Eddie Olczyk an die Chicago Blackhawks ab. In Chicago plagten ihn in seinen beiden ersten Jahren Verletzungen. Als er in der Saison 1989/90 endlich fast alle Spiele bestreite konnte, zeigte er mit 40 Toren sein Leistungspotential. Im Oktober 1991 wechselte er kurz nach Saisonbeginn zusammen mit Adam Creighton zu den New York Islanders, die unter anderem Brent Sutter an die Blackhawks abgaben. Als sich in den Playoffs der Saison 1992/93 der Star der Islanders, Pierre Turgeon, verletzte, war es neben Ray Ferraro auch Steve Thomas, der Verantwortung übernahm und eine überraschend erfolgreiche Playoffs sicherstellte, in der man den amtierenden Stanley-Cup-Champion, die Pittsburgh Penguins ausschaltete. In der folgenden Saison gelangen Thomas 42 Tore, eine Bestleistung in seiner Karriere.
Im Tausch für Claude Lemieux wechselte er zur Saison 1995/96 zu den New Jersey Devils. Seine Scoringwerte gingen bei den Devils zurück, doch auf Grund der defensiven Spielweise des Teams war dies nicht überraschend. Nachdem 1998 sein Vertrag ausgelaufen war, kehrte er als Free Agent zurück zu den Toronto Maple Leafs. Dort spielte er drei Jahre sehr erfolgreich. Zur Saison 2001/02 wechselte er erneut von Toronto nach Chicago, doch die Zeit bei den Blackhawks war nicht so erfolgreich. Im November 2001 verletzte er sich schwer am Fuß und viel den Rest der Saison aus. Nur vier Tore nach 69 Spielen in der Saison 2002/03 drängten den Eindruck auf, dass seine Karriere an ihrem Ende angekommen war, doch er wechselte kurz vor Saisonende noch einmal das Team. Für einen Draft-Pick in der fünften Runde schloss er sich den Mighty Ducks of Anaheim an. Das Team kämpfte zu diesem Zeitpunkt noch um die Qualifikation zu den Playoffs. Mit zehn Toren in den letzten zwölf Spielen hatte er großen Anteil, dass der Einzug in die Playoffs gelang. Hier überraschten die Ducks und schafften es bis in die Finalspiele um den Stanley Cup. Im vierten Spiel konnte er mit einem Tor in der Overtime die Serie ausgleichen und auch im sechsten Spiel erzielte er das entscheidende Tor. Zurück in New Jersey verhinderten die Devils jedoch, dass Thomas seinen ersten Stanley Cup gewinnen konnte. Er nahm einen erneuten Anlauf bei den Detroit Red Wings, doch nach einer starken Saison blieb in den Playoffs der Erfolg aus. Nachdem die nächste Saison durch einen Streik ausgefallen war, versuchte er noch einmal in Toronto den Sprung in den Kader, doch im Trainingslager konnte er sich nicht durchsetzen.
Nach seiner aktiven Karriere war er kurzzeitig Assistenztrainer bei den St. Michael’s Buzzers, einem Jr. A-Team aus Toronto. 2010 wurde er Director of Player Development bei den Tampa Bay Lightning aus der NHL. Im Zuge der Entlassung von Cheftrainer Guy Boucher übernahm er im März 2013 unter Jon Cooper die Position des Assistenztrainers. Diese hatte er bis zum Ende der Spielzeit 2015/16 inne, woraufhin er als Assistenztrainer bei den St. Louis Blues tätig wurde. Diese entließen ihn im Mai 2017.

### International
Für Kanada nahm Thomas an den Weltmeisterschaften 1991, 1992, 1994 und 1996 teil. Mit der Nationalmannschaft gewann er 1991 und 1996 jeweils die Silber-, bei der WM 1994 die Goldmedaille.

## Erfolge und Auszeichnungen
- 1985 AHL First All-Star Team
- 1985 Dudley „Red“ Garrett Memorial Award

### International
- 1991 Silbermedaille bei der Weltmeisterschaft
- 1994 Goldmedaille beim Weltmeisterschaft
- 1996 Silbermedaille beim Weltmeisterschaft

## Karrierestatistik

### International
Vertrat Kanada bei:
- Weltmeisterschaft 1991
- Weltmeisterschaft 1992
- Weltmeisterschaft 1994
- Weltmeisterschaft 1996

(Legende zur Spielerstatistik: Sp oder GP = absolvierte Spiele; T oder G = erzielte Tore; V oder A = erzielte Assists; Pkt oder Pts = erzielte Scorerpunkte; SM oder PIM = erhaltene Strafminuten; +/− = Plus/Minus-Bilanz; PP = erzielte Überzahltore; SH = erzielte Unterzahltore; GW = erzielte Siegtore; 1 Play-downs/Relegation; Kursiv: Statistik nicht vollständig)